# Riina (prénom)
Pour les articles homonymes, voir Riina (homonymie).
Cette page présente le prénom Riina ainsi que ses variantes.
Riina est un prénom féminin estonien et finnois, diminutif de Katariina et célébré le 9 octobre. Ce prénom peut désigner :

## Prénom
- Riina Gerretz (en) (1939-2014), pianiste estonienne
- Riina Kionka (en) (née en 1960), diplomate estonienne
- Riina Ruismäki (en) (née en 2001), gymnaste artistique finlandaise
- Riina Sikkut (née en 1983), femme politique estonienne
- Riina Solman (en) (née en 1972), femme politique estonienne

## Référence
1. ↑  (en) Behind the Name Retrieved 6 June 2018.